# Порноіндустрія

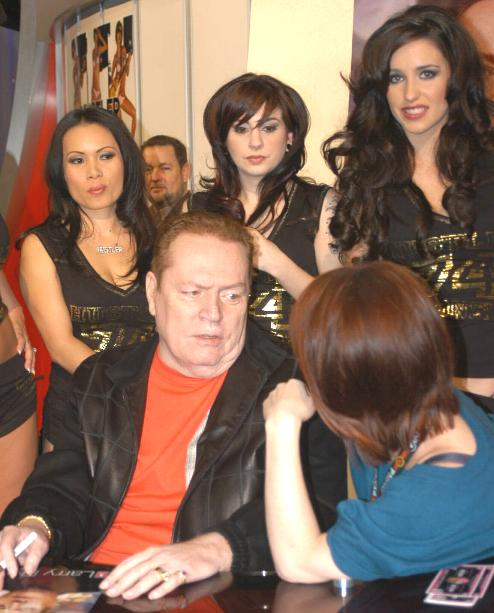
Ларрі Флінт — людина, котра зробила для порнобізнесу стільки ж, скільки зробив для автопрому Генрі Форд

Порноіндустрія — галузь світової економіки, що базується на створенні та продажі товарів порнографічного змісту. Спектр товарів широкий і гнучкий. Це фільми, журнали, інтернет-контент, вироби секс-шопів і багато іншого.

## Витоки
Порнографічні зображення створювались ще у Стародавньому Римі і супроводжували людство (виключаючи середньовіччя) на всіх етапах.
Довгий час порнографічним вважався «Декамерон» Боккаччо. Порнографічні гравюри, книги створювались уже в XVI ст. (Пози Аретіно). «Сороміцькі» картинки демонструвались на ярмарках, порнографічні дагеротипи і фотографії почали випускатися ледь не першими після освоєння нових технологій. Але все це було напів підпільним, засудженим церквою та кримінальним.

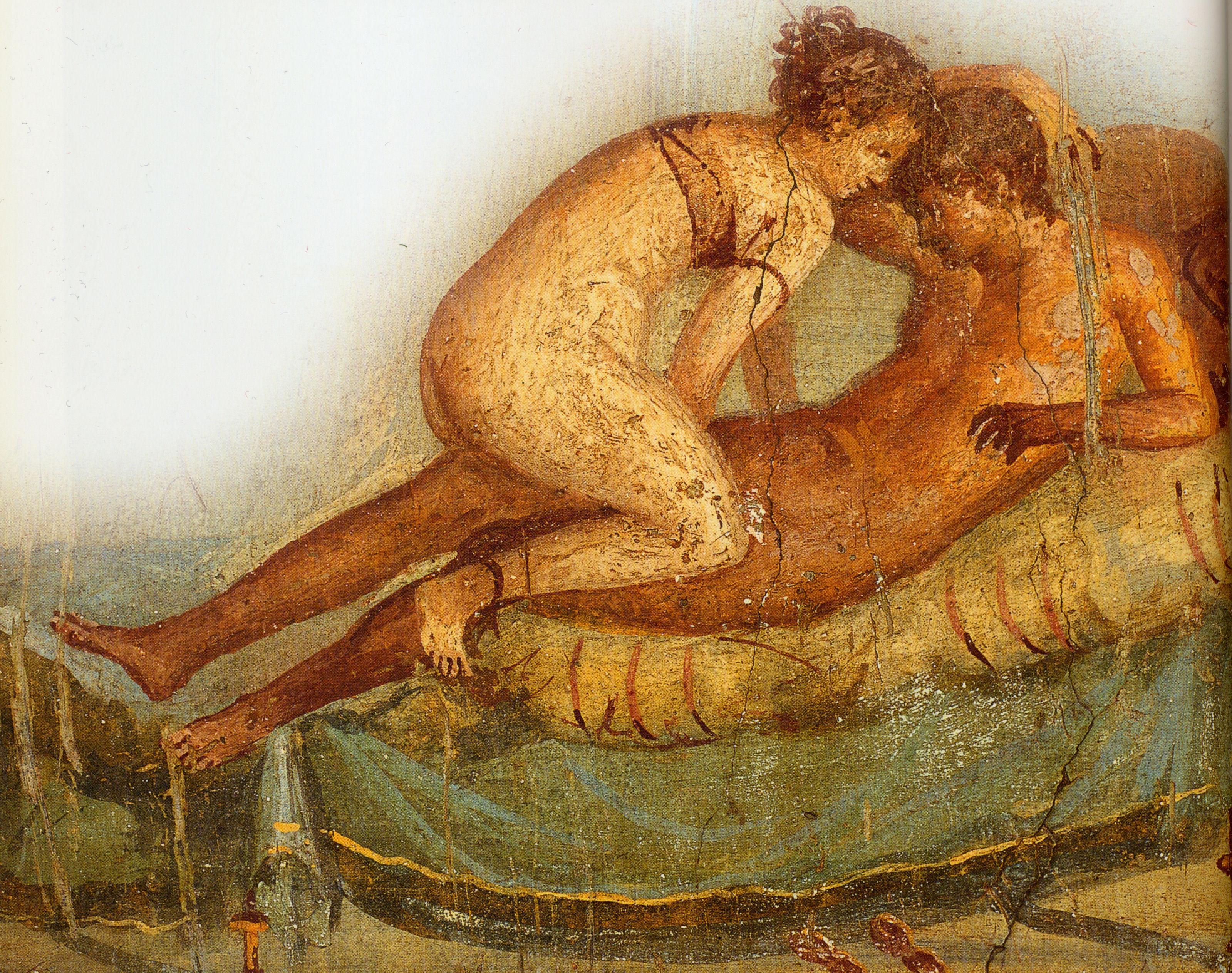
Фреска із Помпей, І ст. н.е
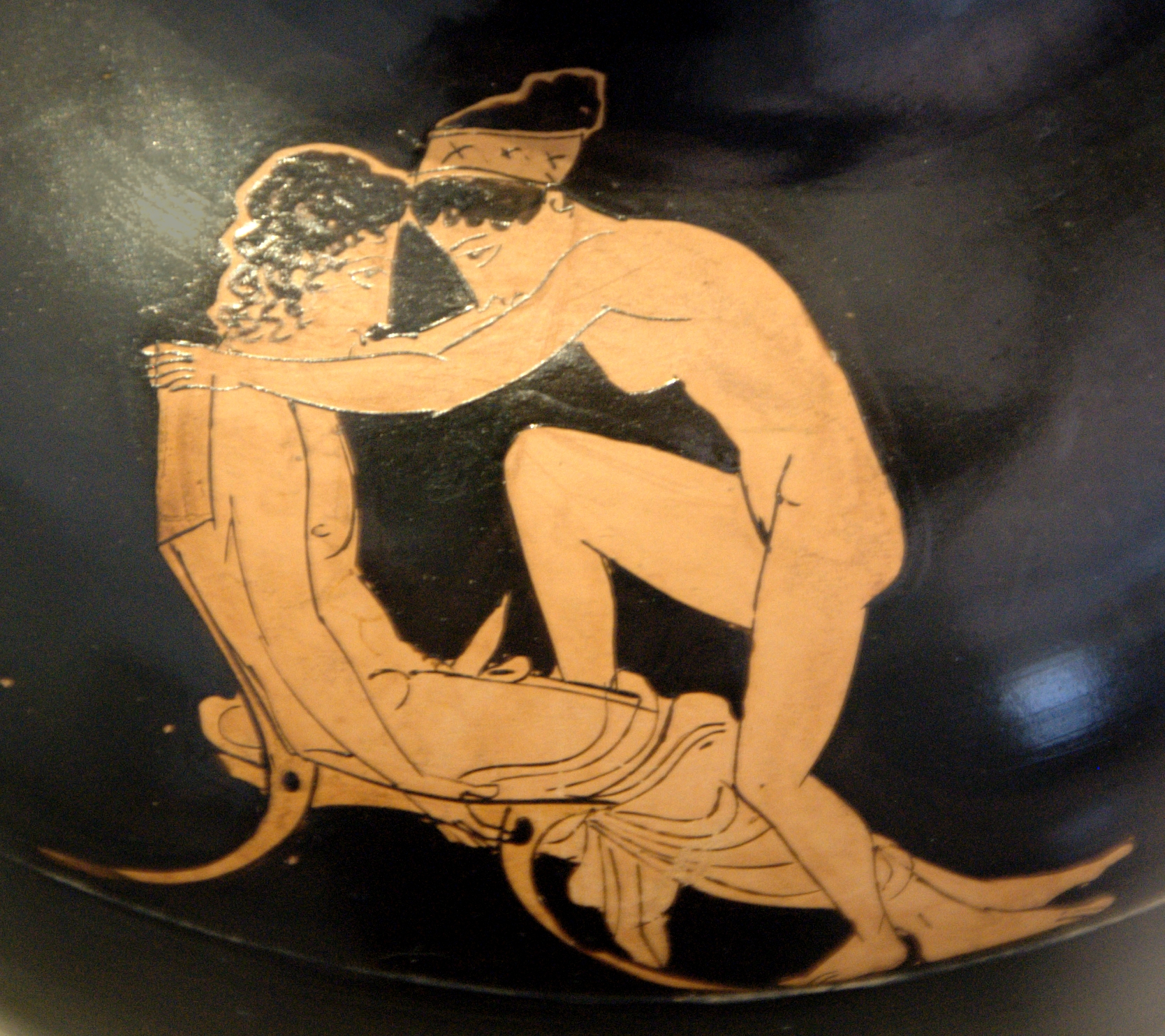
Гетера з клієнтом на ойнохої, знайдена в околицях Локрі, Італія, 430 рік н. е.
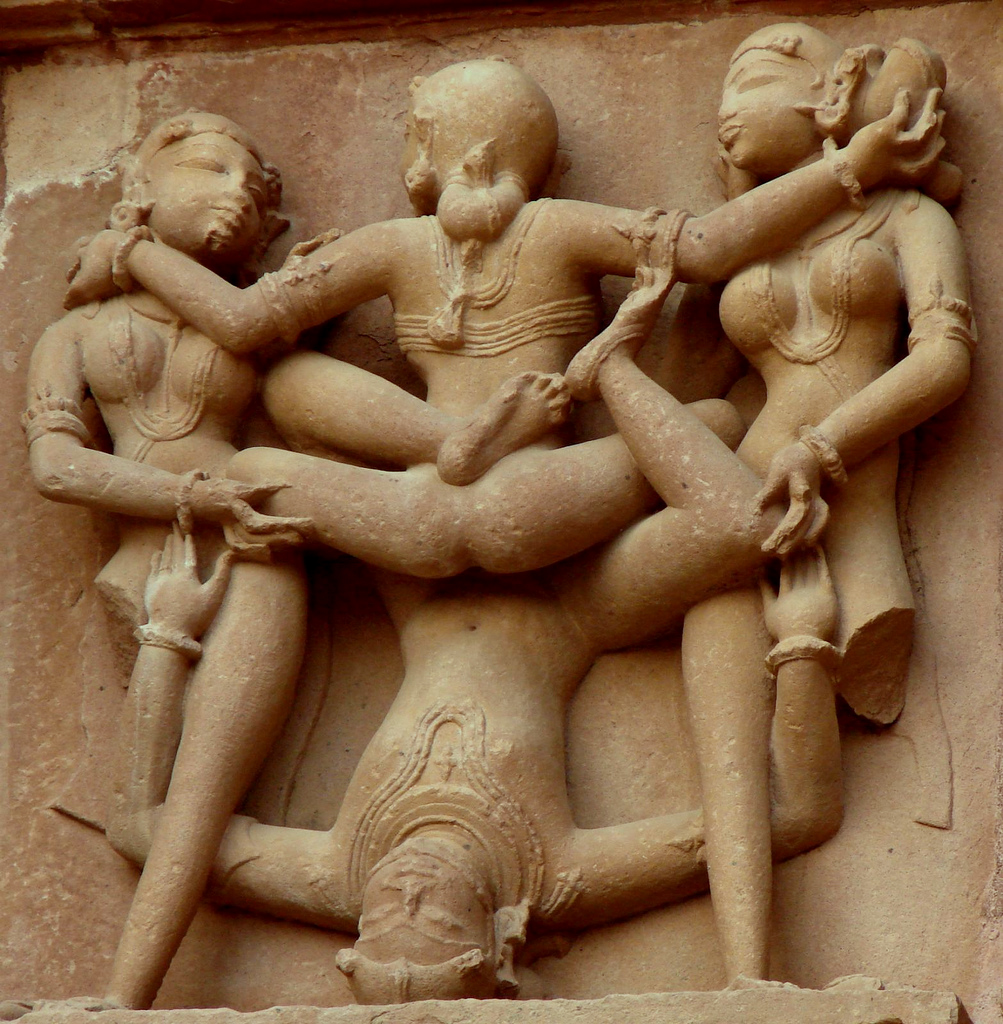
Скульптурна композиція в Кхаджурахо із сценою із камасутри, між 954 і 1050 рр.
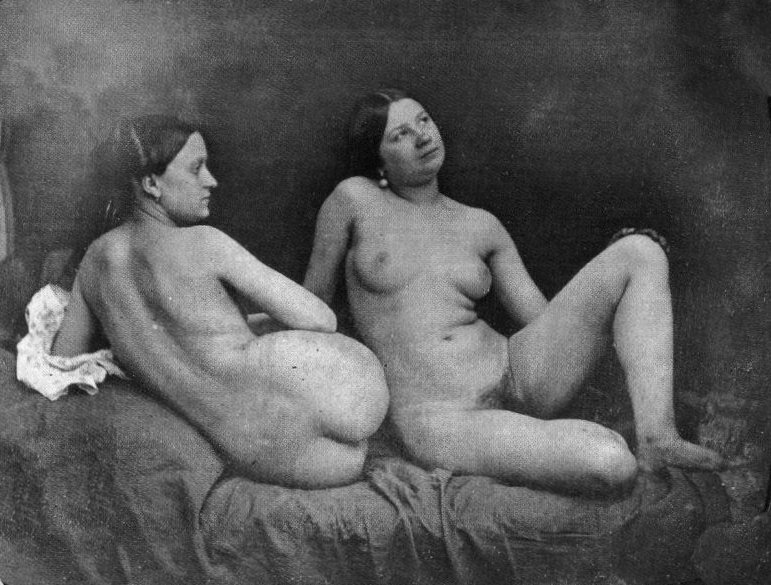
Дагеротип Фелікса Муліна, Франція, 1850 рік

## XX століття

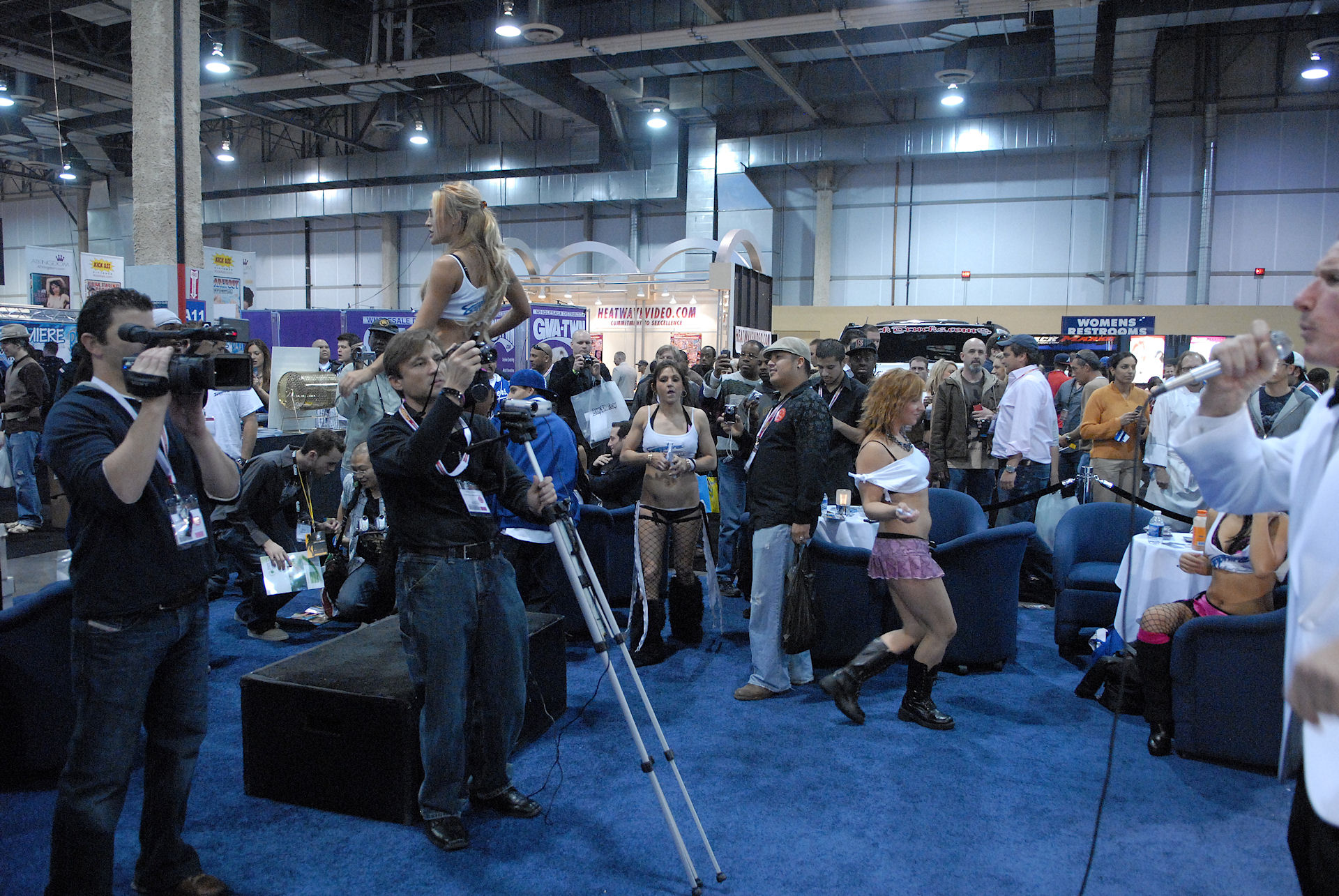
Виставки індустрії розваг для дорослих викликають ажіотаж серед журналістів та користуються успіхом у відвідувачів (на фото AVN Adult Entertainment Expo)

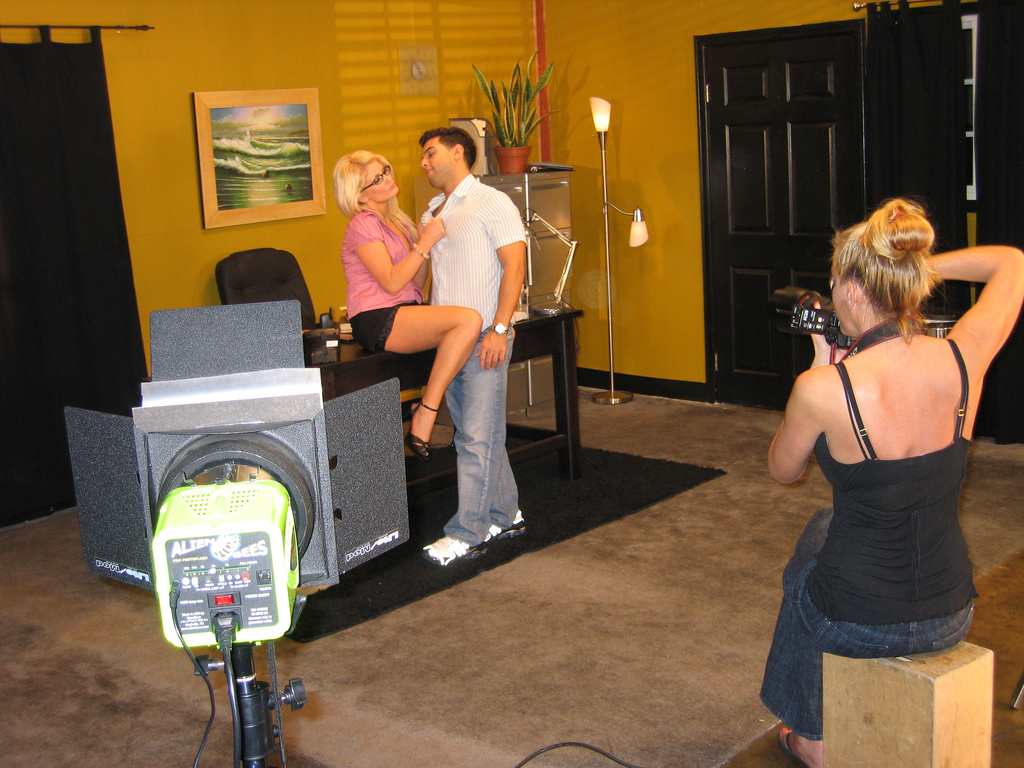
Творчий процес

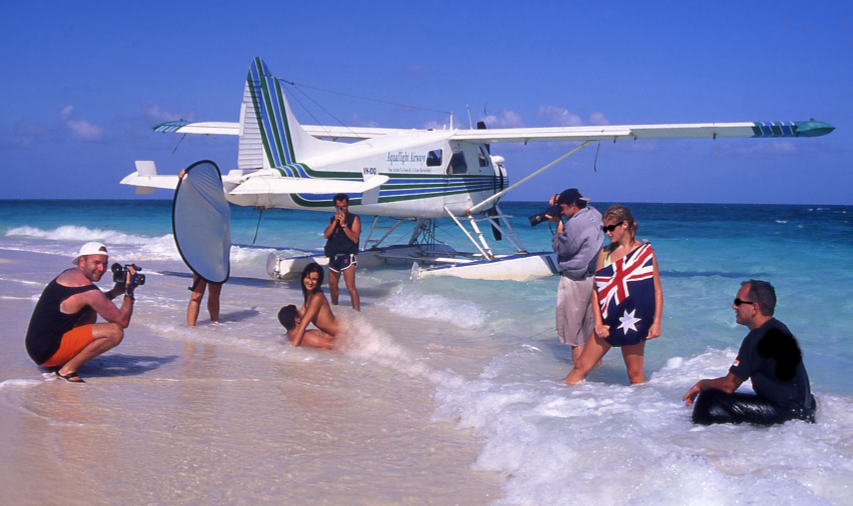
Режисер П'єр Вудман, зйомки на пляжах Австралії

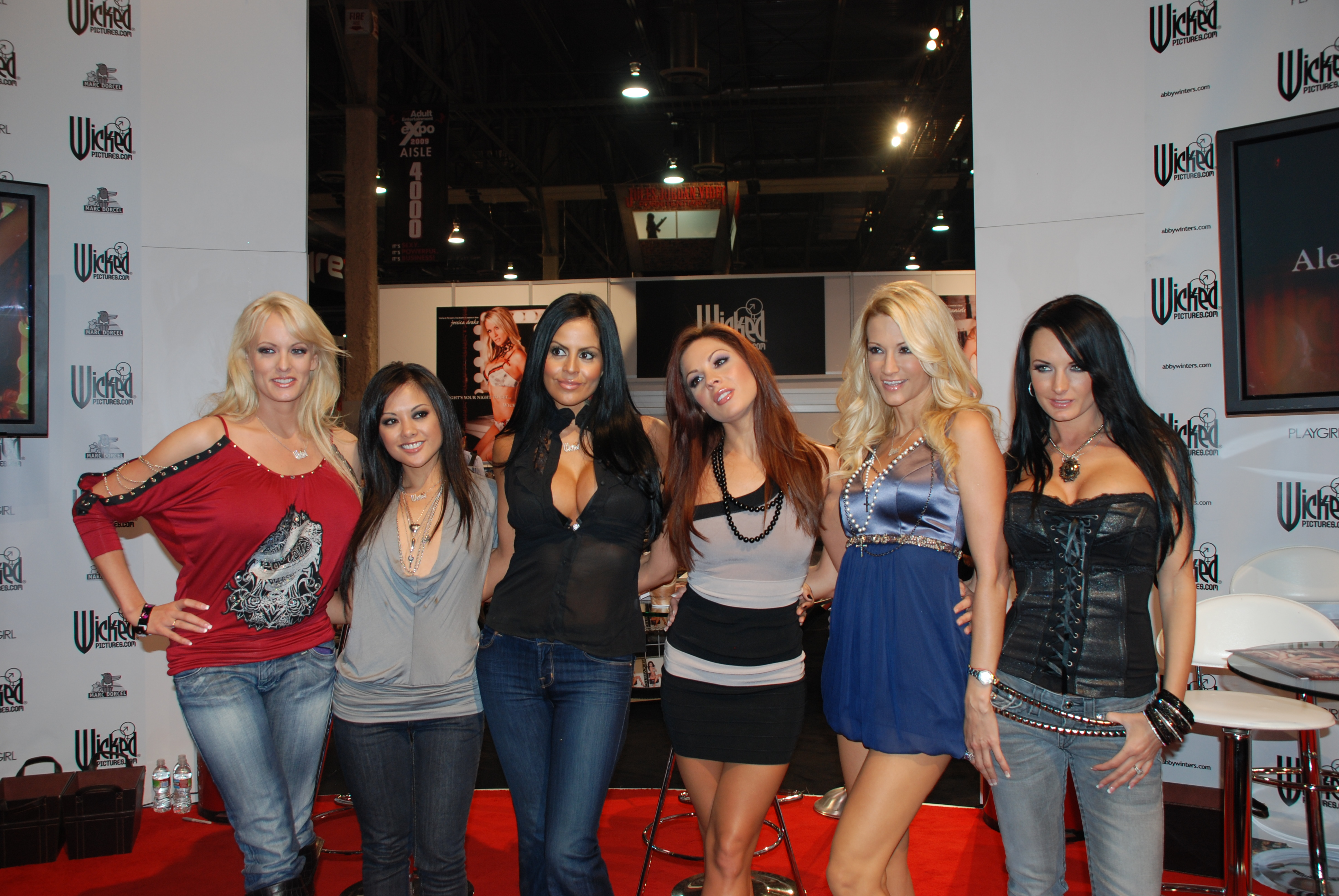
«Актриси» ХХХ-жанру. На фото (зліва направо): Стормі Деніелс, Кейлені Лей, Мікайла Мендес, Кірстен Прайс, Джесіка Дрейк, Алектра Блу

Поняття порнографії як індустрії почало формуватися в кінці 1970-х років.
У справі створення товарів порнографічного характеру задіяні тисячі людей. Таким чином, неможливо було заперечувати те, що створення порнофільмів дає роботу, що тиражування порножурналів, буклетів, брошур напряму та дотично забезпечує замовленнями ще більшу кількість населення, від лісозаготівників до друкарів.
Соціум опинився перед фактом — виготовлення та продаж порнографії ось уже декілька десятків років є складовою економіки, як і будь-яка сфера товаровиробництва.
Зрозумівши це, суспільство зрозуміло, що бажання загнати дану діяльність в підпілля буде означати лише переміщення порно виробників у сферу тіньової економіки.
Одними з перших країн, що повністю легалізували виготовлення і розповсюдження порнографії, стали Скандинавські держави. Так, Данія зняла заборону на демонстрацію порнофільмів у 1969 році, Швеція — в 1971. У цілому Європа практично не чинила опору визнанню порноіндустрії явищем законним не тільки де-факто, але і де-юре.
Казус із створенням та прокатом формально не порнографічного, а документального кіно трапився у США в 1970 році. Режисери Alex de Renzy та M. C. van Hellen зняли в Данії фільм про місцеву сексуальну революцію під назвою «Сексуальна свобода в Данії», змонтувавши в ньому багато сцен порнографічного характеру з фільмів, що були зняті в цій країні. Цей фільм мав великий прокатний успіх.
Сексуальна революція 1960-х кардинально пом'якшила погляди, суспільство стало толерантнішим до порноакторів.
Поворотним моментом у народженні порноіндустрії стала поява фільму «Глибоке горло» та винайдення і масовий випуск відеомагнітофонів. Також підготували ґрунт для легалізації порноіндустрії журнали «Playboy», «Penthouse», «Hustler», котрі видавались у США з 1950-х.
Соціологи вважають, що поштовхом до розвитку порноіндустрії стали глобальні соціальні метаморфози, що пройшли і продовжували відбуватися із суспільством після Другої світової війни.

## Сучасність
Персони порновиробництва стають дедалі більше впізнаваними для широкого кола глядачів. За декілька десятиліть порноіндустрія вийшла з підпілля. Зірок жанру XXX запрошують, хоч і на ролі другого плану, проте в велике мейнстрімне голлівудське та європейське кіно. Деяким довіряють навіть головні ролі (Саша Грей, Сібель Кекіллі, Дені Верісімо та ін.). Їх знімають у рекламі товарів та послуг, запрошують у ток-шоу тощо.
З 1984 року найкращим режисерам, акторам, операторам та продюсерам вручається щорічна премія AVN Awards (так званий «порно-Оскар») за особливі досягнення в розвитку американської порноіндустрії.

## Цікаво
- Кожну секунду у світі на порно витрачається близько $3,1 тис.
- Кожну секунду 28 258 інтернет-користувачів проглядають порноконтент.
- Кожну секунду 372 інтернет-користувача набирають в своїх пошуковиках запити, що відносяться до порносайтів.
- Кожні 39 хвилин в 2006 році в США випускався новий порнофільм.